# Usynligt hjerte
|  | Denne artikel er oprettet af botten Steenthbot ud fra en ekstern database. Den kan derfor have sproglige fejl eller mangler. Denne skabelon kan fjernes efter kontrol af indholdet. |

 For alternative betydninger, se Usynligt hjerte (flertydig). (Se også artikler, som begynder med Usynligt hjerte)
Usynligt hjerte er en dansk spillefilm fra 2019 instrueret af Laurits Flensted-Jensen.

## Handling
'Usynligt hjerte' er en film om rejsen ind i tre forskellige skæbners sind og sjæle. En kalejdoskopisk udforskning af seksualitet, begær og handicap.

## Medvirkende
- Victoria Carmen Sonne, Laura
- Niklas Herskind, Niklas
- Noah Skovgaard Skands, Frederik
- Tom Hale, Chris